# Till the End of the Day
"Till the End of the Day" is een nummer van de Britse rockgroep The Kinks uit 1965.
Het nummer is geschreven door Ray Davies en op 19 november op single uitgebracht, met "Where Have All the Good Times Gone" als B-kant. Een week later kwam het album The Kink Kontroversy uit, waar beide tracks ook op staan. 
Het nummer bereikte de achtste plek in de UK Singles Chart en de vierde plek in de Nederlandse Top 40. In de Verenigde Staten kwam het niet verder dan plek 50.

## NPO Radio 2 Top 2000
| Nummer met noteringen in de NPO Radio 2 Top 2000 | '00  | '01  | '02  | '03 | '04  | '05 | '06  |
| ------------------------------------------------ | ---- | ---- | ---- | --- | ---- | --- | ---- |
| Till the End of the Day                          | 1229 | 1573 | 1626 | -   | 1774 | -   | 1902 |

1. ↑  Een '-' betekent dat het nummer niet was genoteerd en een vetgedrukt getal geeft de hoogste notering aan.
2. ↑  2000 was het eerste jaar met een notering voor dit nummer.
3. ↑  Deze tabel is bijgewerkt tot en met de laatste editie (2024).